# Indios cueva
Los cueva fueron un pueblo indígena americano que vivió en la región del Darién en el oriente de Panamá. Se extinguieron durante los años de ocupación española ya fuera en las guerras, las epidemias, la servidumbre, la esclavitud; grupos minoritarios que huyeron se aislaron o se aliaron con los gunas, sus enemigos tradicionales.
La región del Darién ocupada por los cueva fue invadida posteriormente por los guna en su expansión al oeste entre los siglos XVII y XVII. Algunas palabras del Guna han sido erróneamente asociadas a los cueva, lo que ha llevado a algunos autores a asociar estas culturas en sus escritos incluso a relacionar a los cuevas como ancestros de los gunas (Adelaar & Muysken 2004: 62). El idioma guna y su cultura son diferentes a la de los cueva.[cita requerida]
bbc (Los Indias  Cueva).

## Idioma
Loewen (1963), Adolfo Constenla Umaña y Margery Peña (1991) han sugerido una conexión entre el idioma de los Cueva y la familia chocó, aunque Kathleen Romolini (1987) recopiló un vocabulario, sobre la base del cual considera que podría tener relaciones con la familia chibcha o con menos probabilidad con la arawak.